# Sawo Klimowski
Sawo Klimowski, mac. Саво Климовски (ur. 13 czerwca 1947 w Skopju) – macedoński polityk, prawnik i nauczyciel akademicki, w latach 1998–2000 przewodniczący Zgromadzenia Republiki Macedonii, w 1999 pełniący obowiązki prezydenta Macedonii.

## Życiorys
W 1970 ukończył studia na wydziale prawa Uniwersytetu Świętych Cyryla i Metodego w Skopju, rok później został na nim zatrudniony. W pracy naukowej zajął się prawem konstytucyjnym oraz systemami politycznymi. W 1974 uzyskał magisterium z nauk prawnych i politycznych. Doktoryzował się w 1978 na wydziale prawa Uniwersytetu Lublańskiego. W 1989 objął stanowisko profesora zwyczajnego macierzystej uczelni w Skopju. W latach 1992–1996 pełnił funkcję dziekana wydziału prawa, później kierował senatem uniwersytetu. Jest autorem publikacji książkowych z zakresu prawa.
W latach 1986–1991 był członkiem rządu Socjalistycznej Republiki Macedonii, gdzie odpowiadał za wydziały edukacji, kultury i kultury fizycznej. Członek Zgromadzenia Republiki Macedonii, działacz Demokratycznej Alternatywy. W latach 1998–2000 kierował macedońskim parlamentem. Od 19 listopada do 15 grudnia 1999 wykonywał obowiązki prezydenta. Doszło do tego w okresie kryzysu politycznego, gdy wybór Borisa Trajkowskiego na prezydenta zakwestionował jego kontrkandydat Tito Petkowski zakwestionował jednak wyniki wyborów. W związku z wygaśnięciem mandatu dotychczasowego prezydenta Kira Gligorowa Sawo Klimowski przejął tymczasowo jego obowiązki, ustępując, gdy potwierdzono wybór Borisa Trajkowskiego. W 2002 znalazł się poza parlamentem.